# (258) Tyché
Pour les articles homonymes, voir Tyche.
(258) Tyché est un astéroïde de la ceinture principale découvert par Robert Luther le 4 mai 1886. Son nom provient de Tyché, la divinité grecque de la fortune.